# Donatus von Evorea

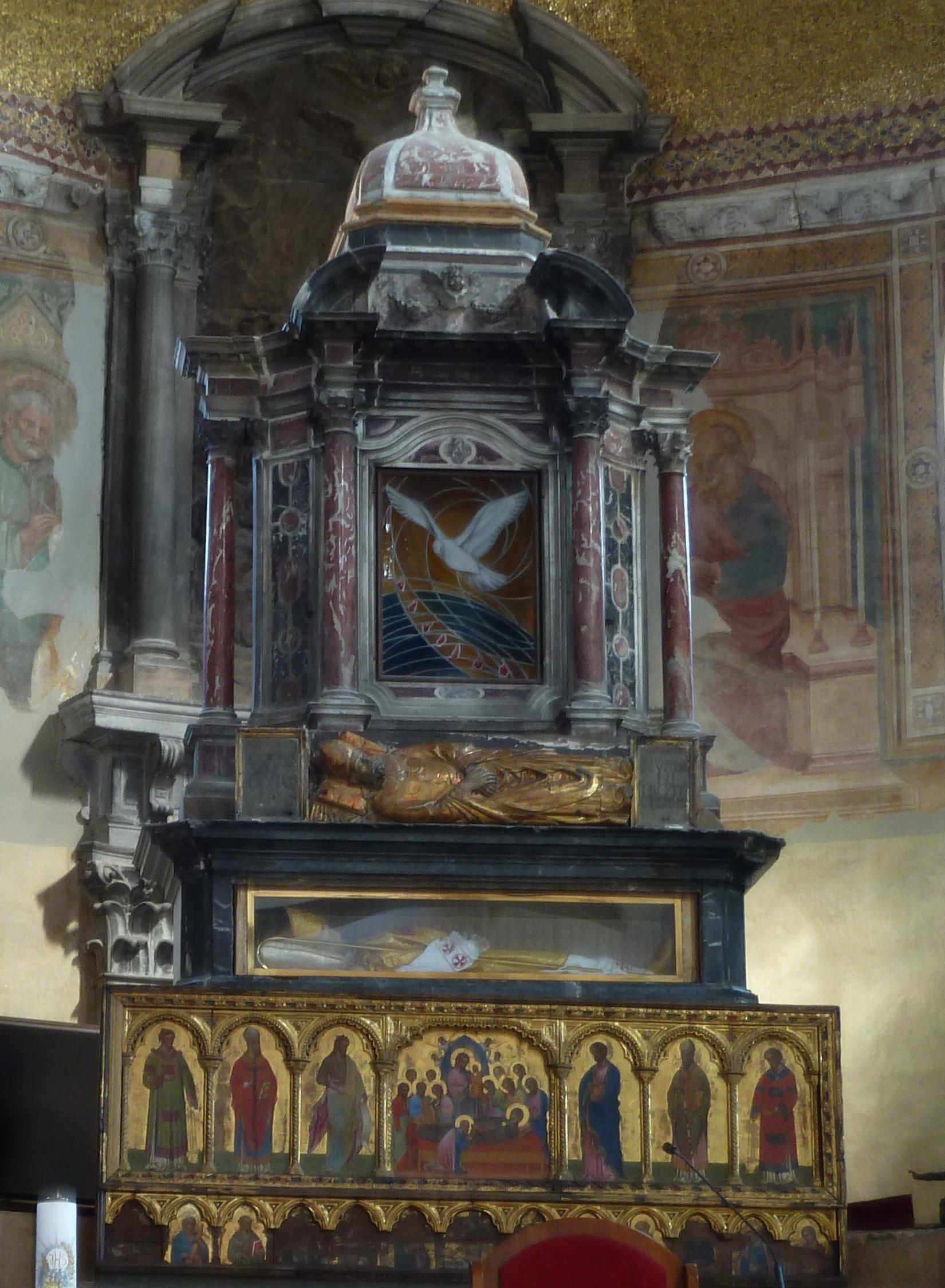
Der Altar der Kathedrale SS. Maria e Donato in Murano mit der Reliquie des Heiligen im Glasschrein, darüber eine Liegeskulptur des Bischofs

Donatus von Evorea (albanisch Shën Donati, griechisch Άγιος Δονάτος Agios Donatos, auch genannt der Thaumaturg; † 387) war ein Bischof in Epirus und ist ein Heiliger der katholischen und orthodoxen Kirche, dessen Kult im Mittelalter weit verbreitet war und der heute besonders in Albanien und Griechenland verehrt wird. Sein Feiertag ist der 30. April.

## Leben
Donatus wurde in Butrint im heutigen Albanien geboren und lebte während der Herrschaft des Kaisers Theodosius I. Laut dem griechischen Kirchenhistoriker Sozomenos war er Bischof von Evorea (altgriechisch Εὔροια Euroia, italienisch Eurea), das oft mit Paramythia im griechischen Epirus gleichgesetzt wird (das zeitweise Agios Donatos hieß), dessen Lage man aber auch bei den südlich liegenden Dörfern Glyki und Choika vermutet hat. Dem Heiligen werden zahlreiche Wunder zugeschrieben, so soll er erfolgreich einen Drachen besiegt, Brunnenwasser gereinigt, die Tochter des Kaisers gerettet und seine Hinrichtung überlebt haben.
Nach seinem Tod wurde seine Reliquie 602 nach Kassiopi auf Korfu verbracht, um sie vor Barbareneinfällen zu schützen. Allerdings führte dies zu einem kirchenrechtlichen Problem, was die Obhut über die Reliquien angeht, das erst von Papst Gregor dem Großen gelöst wurde. Im 12. Jahrhundert wurde sie auf Kefalonia verortet. Von dort schaffte sie der venezianische Doge Domenico Michiel auf der Rückreise aus dem Heiligen Land nach Murano, wo sie am 7. August 1125 oder 1126 in die Hauptkirche Basilica di Santi Maria e Donato verbracht wurde, die seither das Patrozinium des Heiligen trägt. Hier werden neben den Gebeinen Donatus’ auch die angeblichen Knochen des von ihm getöteten Drachen gezeigt, tatsächlich handelt es sich um Walknochen. Ein Teil der Reliquie wurde am 29. September 2000 feierlich in die Metropolkirche von Paramythia gebracht, wo er seither verehrt wird.
Auch der Dom vom Umbriatico im süditalienischen Kalabrien ist dem Heiligen geweiht: Die Gegend war nach der Eroberung durch Nikephoros Phokas den Älteren im 9. Jahrhundert von epirotischen Truppen besetzt, die ihre Heiligenkulte mit nach Italien brachten.